# Villefranche-du-Périgord
Villefranche-du-Périgord is een gemeente in het Franse departement Dordogne (regio Nouvelle-Aquitaine) en telt 803 inwoners (1999). De plaats maakt deel uit van het arrondissement Sarlat-la-Canéda.

## Geografie
De oppervlakte van Villefranche-du-Périgord bedraagt 24,3 km², de bevolkingsdichtheid is 33,0 inwoners per km².

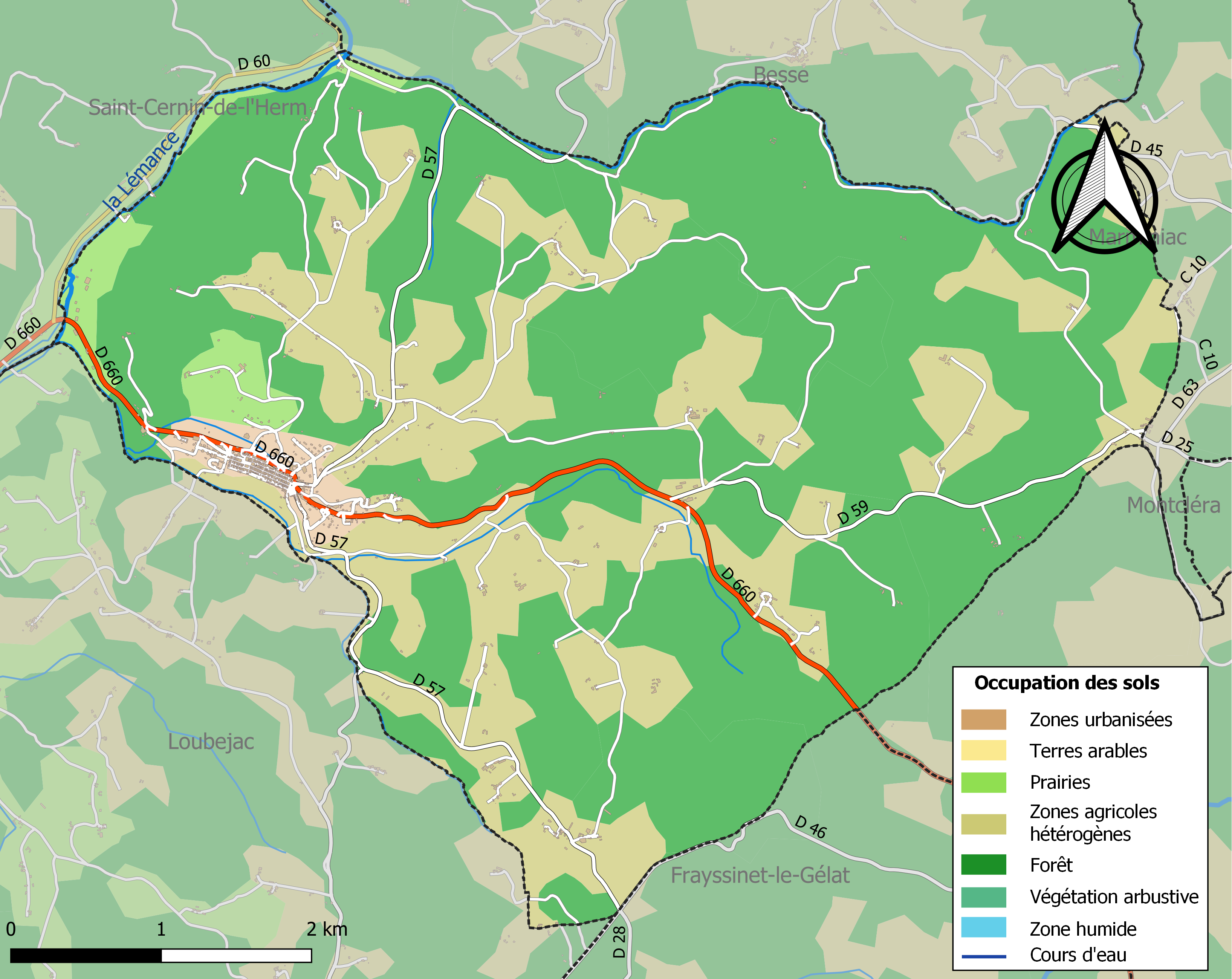
Kaart van de gemeente met de belangrijkste infrastructuur, bodemgebruik en omliggende gemeenten

De onderstaande kaart toont de ligging van Villefranche-du-Périgord met de belangrijkste infrastructuur en aangrenzende gemeenten.

## Verkeer en vervoer
In de gemeente ligt spoorwegstation Villefranche-du-Périgord.
In 1912 kwam er een intussen verdwenen tramverbinding met Sarlat-La Canéda.

## Demografie
Onderstaande figuur toont het verloop van het inwonertal (bron: INSEE-tellingen).